# لودویگ گمپلوویچ
لودویگ گمپلوویچ (به انگلیسی: Ludwig Gumplowicz)؛ (۹ مارس ۱۸۳۸-۱۹ اوت ۱۹۰۹) یک دانشمند در جامعه‌شناسی، حقوق، تاریخ و علوم سیاسی لهستانی بود، که قانون اساسی و حقوق اداری را در دانشگاه گراتس تدریس می‌کرد.
گمپلوویچ پسر یک تولیدکننده فرش و ظروف چینی یهودی به نام آبراهام گمپلوویچ بود. گمپلوویچ به عنوان یکی از بنیانگذاران جامعه‌شناسی در کشورهای آلمانی زبان شناخته می‌شود. در حالی که تحت پادشاهی اتریش-مجارستان زندگی می‌کرد، او شاهد بسیاری از درگیری‌های خشونت آمیز یهودستیزی بین گروه‌های قومی بود، که بر نظریه‌های جامعه‌شناختی او در مورد تضاد اجتماعی و تبیین پدیده‌های اجتماعی تأثیر گذاشت. مشارکت‌های او در زمینه‌های علوم اجتماعی، علوم سیاسی و الهیات به این حوزه‌ها اجازه داد تا زیر دریچه کاربردهای گمپلوویچ از تعمیم‌های جامعه‌شناختی گسترش یابند. در هر سه حوزه، او نویسنده‌ای سرراست و سرزنده بود که در بحث و جدل عالی بود. وی به دلیل شک و تردیدش نسبت به دوام پیشرفت اجتماعی و این باورش شهرت داشت که دولت از رویارویی اجتناب ناپذیر به جای وحدت یا الهام الهی سرچشمه می‌گیرد.

## زندگی شخصی

### زندگی اولیه و میراث
به عنوان فرزند یک خانواده لهستانی یهودی الاصل، گمپلوویچ در خانواده‌ای بزرگ شد که بخشی از یک گروه یهودی مترقی بود که از یک برنامه همسان سازی اجتماعی جامع برای همه یهودیان حمایت می‌کرد. پیش از وقوع شورش ژانویه ۱۸۶۳، خانه خانواده گامپلوویچ یکی از پایگاه‌های توطئه بود. در دوران قیام، محل اسکان جوانان آسیب پذیر و پناهگاه مجروحان شده بود. پدر لودویک، آبراهام، در برنامه‌ریزی شورش کمک کرد و دو برادر بزرگترش در کنارش جنگیدند.
لودویگ گمپلوویچ و همسرش هر دو برای فرار از یهودستیزی غالب به کالوینیسم گرویدند. یهودیت همیشه برای گمپلوویچ و خانواده اش در دوران رشد وجود داشت. بنابراین، رفاه قوم یهود برای او ضروری بود. حتی با وجود اینکه پدرش، آبراهام گامپلوویچ، سعی کرد در جامعه کراکوف ادغام شود، یهودیان اغلب به عنوان شهروندان درجه دوم دیده می شدند. این امر گمپلوویچ را به عنوان یک یهودی با موانع بسیاری روبرو کرد. او چندین مقاله نوشت که در آنها تلاش کرد به مسائل یهودی ستیزی و رهایی یهودیان توجه کند.

### زندگی آموزشی
سپس به تحصیل در دانشگاه های کراکوف و وین ادامه داد و در سال ۱۸۷۵ استاد حقوق عمومی در دانشگاه گراتس شد. او و همسرش فرانسیسکا دو پسر داشتند. در سال ۱۸۷۵، گمپلوویچ تحصیل در رشته حقوق را در دانشگاه یاگیلونیا در کراکوف آغاز کرد. وی سپس به مدت یک سال به تحصیل در وین رفت و به کراکوف بازگشت و مدرک دکتری حقوق دریافت کرد. وی با تأسیس نخستین انجمن جامعه‌شناسی در گراتس به اوج شهرت رسید. در سال ۱۸۶۰ کار روزنامه‌نگاری خود را آغاز کرد. از سال ۱۸۶۹ تا ۱۸۷۴ او مجله خود، کراج (کشور) را ویرایش کرد. سپس در سال ۱۸۷۵ در سی و هفت سالگی به عنوان مدرس علوم اداری و حقوق اداری وارد دانشگاه گراتس اتریش شد. در سال ۱۸۸۲، او دانشیار و در سال ۱۸۹۳ استاد تمام شد. سپس گمپلوویچ در سال ۱۹۰۸ از دانشگاه بازنشسته شد.
او به عنوان یک روشنفکر لهستانی، در سرزمین مادری خود احساس نابودی، غریبه‌گی، دنیای بیگانه و سپس نوستالژی وطن خود را احساس می‌کرد. گرچه به تدریج در کشور پذیرفته شده خود مورد قدردانی قرار گرفتند، ولی باز هم خیلی مورد توجه هموطنان خود قرار نگرفت. وی با رد الهیات ارتدوکس به نفع تأسیس جامعه‌شناسی که هنوز در اتریش و آلمان به طور گسترده مورد پذیرش قرار نگرفته بود، با وجود سال ها مطالعه و تدریس باورهای خود، در محافل دانشگاهی به نوعی بیگانه باقی ماند. وی اغلب بر ریشه‌های لهستان و یهودی خود تأکید می‌نمود و او را از محافل دانشگاهی منزوی می‌کرد.

## شغل

### مشارکت
نخستین اثر جامعه‌شناختی لودویگ گمپلوویچ «نژاد و دولت» (۱۸۷۵) بود که بعدها به ایده جامعه‌شناختی دولت (۱۸۸۱) و سپس به قانون عمومی دولت تغییر نام یافت. از دیگر آثار او می توان به «رئوس مطالب جامعه‌شناسی، حقوق دولتی اتریش، مبارزه نژادی، مقالات جامعه‌شناسی، جامعه‌شناسی و سیاست» و غیره اشاره کرد که به زبان های خارجی دیگر نیز ترجمه شده است. گمپلوویچ علاوه بر مقالات و نقدهایی که به زبان لهستانی نوشته است، میراث ادبی عظیمی با ۱۹۰ اثر از خود به جای گذاشت.

## اندیشه

### جامعه‌شناسی تضاد
گمپلوویچ خیلی زود به مسئله گروه‌های قومی سرکوب‌شده علاقه‌مند شد، زیرا از یک خانواده یهودی کراکوف بود، شهری از مشترک‌المنافع لهستان–لیتوانی سابق، که از تجزیه لهستان بوجود آمده بود و بعدها به عنوان یک  اقلیت شهر آزاد کراکوف به خاک اتریش-مجارستان ضمیمه شده بود. او مدافع مادام العمر اقلیت ها در امپراتوری هابسبورگ، به ویژه، سخنرانان اسلاو بود.
پس از انحلال جمهوری کراکوف، جنبش ملی استقلال لهستان ایجاد شد که گمپلوویچ جوان بخشی از آن شد. این جنبش برای حق ملی تعیین سرنوشت لهستان مبارزه کرد. گمپلوویچ یک وکیل جوان موفق و متعهد به جنبش بود. او در قیام علیه روسیه در سال ۱۸۶۳ شرکت کرد و از اعضای فعال آن بود. در آن زمان، وی مجله دمکراتیک «کراج» (کشور) را از ۱۸۶۹ تا ۱۸۷۴ منتشر کرد.
گمپلوویچ به زودی به شکل بعدی جامعه‌شناسی تضاد علاقه‌مند شد، که از ایده «گروه» (در آن زمان به نام «نژاد نامیده می‌شد. (طبقه‌بندی انسانها)|نژاد). وی نژاد را به عنوان یک پدیده اجتماعی و فرهنگی می دانست و نه یک پدیده بیولوژیکی. او از هر جهت بر نقش بی‌شمار وراثت زیستی و نقش تعیین‌کننده محیط اجتماعی در تعیین رفتار انسان تأکید کرد. وی در حالی که اهمیت مثبتی برای اختلاط نژادها قائل بود، خاطرنشان کرد که نژادهای خالص قبلاً وجود نداشتند.: 85 

#### دولت
او دولت را نهادی می‌دید که در زمان‌های مختلف در خدمت نخبگان مختلف بود. در تحلیل، وی به جامعه‌شناسی کلان متمایل شد و پیش‌بینی کرد اگر اقلیت های یک دولت از نظر اجتماعی ادغام شوند، دچار جنگ می شوند. او در ۱۹۰۹ در نشریه «Der Rassenkampf» (مبارزه نژادها)، جنگ جهانی را پیش‌بینی کرد. به گفته گمپلوویچ، ایالتی که از نظر وسعت با یک کشور همپوشانی داشت و در تصور مردم با ملت همراه بود، نقش یک عامل اجتماعی را به عهده گرفت.
تقسیم کار
از نظر گمپلوویچ، هر دولتی یک نظام تقسیم کار را به زور تحمیل می کند. در نتیجه، طبقات اجتماعی پدید می آیند و تضاد بین طبقات افزایش می‌یابد. به جای ایجاد قوانین مبتنی بر انصاف، قوانین با پیروزی در نبردهای طبقاتی تعیین می‌شوند. همانطور که فرهنگ نتیجه ثروتمندی است و اوقات فراغت با تسخیر امکان‌پذیر می‌شود، تمدن برتر نیز وجود خود را مدیون نبرد با طبقات پایین است. گمپلوویچ با در نظر گرفتن تاریخ به عنوان یک فرآیند چرخه ای، این ایده را رد کرد که انجام اقدامات رفاهی یا حتی برنامه‌ریزی اجتماعی می تواند تمدن ها را از نابودی نهایی حفظ کند.

#### داروینیست اجتماعی
او در طول زندگی خود یک داروینیسم اجتماعی به شمار می‌رفت، عمدتاً به دلیل رویکرد وی به جامعه به عنوان مجموعه‌ای از گروه‌هایی که بی‌رحمانه بین خود برای تسلط مبارزه می‌کنند.: 83  با این اوصاف، وی مفاهیم خود را مستقیماً از نظریه تکامل استنباط نکرد و از آن جامعه‌شناسانی (آگوست کنت، هربرت اسپنسر، پل فون لیلینفلد) انتقاد کرد که از قیاس های زیست شناختی به عنوان یک اصل توضیحی استفاده می کردند. همزمان، او در برداشت طبیعت گرایانه از تاریخ اشتراک داشت و بشریت را ذره‌ای از جهان و طبیعت می‌دانست، ذره‌ای که توسط همان قوانین ابدی کل اداره می‌شود.

#### یکسان‌ژنی
گمپلوویچ بیشتر به خاطر ایده یکسان‌ژنی مشهور بود. این ترکیبی از عناصر اخلاقی، فیزیکی، اقتصادی و فرهنگی است که در مقادیر مختلف در طول زمان و در میان گروه‌های اجتماعی مختلف با هم ترکیب شده‌اند. خویشاوندی حلقه اصلی این گروه ها بود، اما با تکامل جهان، فشارهای اقتصادی و ذهنی به طور فزاینده‌ای قابل توجه شد. گمپلوویچ یکسان‌ژنی را چنین تعریف می کند: «پدیده‌ای که در این واقعیت است که همواره در شیوه‌های زندگی مرتبط، گروه‌های معینی از مردان، که خود را به‌واسطه علایق مشترک نزدیک به یکدیگر احساس می‌کنند، تلاش می‌کنند تا به عنوان یک عنصر واحد در مبارزه برای سلطه عمل کنند.»
به گفته گمپلوویچ، انسان ها تمایل ذاتی به تشکیل اجتماعات و ایجاد حس وحدت دارند. او این را syngenism (یکسان‌ژنی) نامید. هم‌زبانی اصطلاحی است که برای توصیف جامعه‌ای با فرهنگ متمایز استفاده می‌شود که حس تعلق به عنوان یک کل و همچنین احساس برادری را به این معنا که آنها از یک گونه هستند ایجاد می‌کند. 

## تأثیرات
عقاید سیاسی و شخصیت جدلی او بسیاری از دانشجویان لهستانی و ایتالیایی را جذب نمود و نظریه‌های او را در لهستان، ایتالیا و سایر کشورهای ولیعهد (امروزه کرواسی، جمهوری چک) مهم کرد و اینکه آثارش را به زبان آلمانی منتشر می کرد به این معنی بود که وی در کشورهای آلمانی زبان نیز شخصیت مهمی بود.
گوستاو راتزنهوفر از برجسته‌ترین افراد تحت تأثیر او بود. گوستاو راتزنهوفر جامعه‌شناسی بود که گمپلوویچ بیشتر به او فکر می‌کرد. فیلسوفان؛ کارلو کاتانئو، فریدریش نیچه، و گوستاو راتنهوفر، همگی مردانی بودند که لودویگ گمپلوویچ نظرات مشابهی با آنها داشت. اگرچه همه آنها با یکدیگر متفاوت بودند، ولی اهداف و دیدگاه‌های مشابهی داشتند. هدف مشترک آنها ارزیابی مجدد ارزش های اخلاقی اجتماعی بود. جامعه این ارزش های اخلاقی اجتماعی را دائمی و غیرقابل تغییر می دانست. این چیزی بود که این مردان را به هدف مشترکشان از مطالعه هنجارها و گروه‌های اجتماعی برای کمک به تعریف مجدد اصولی رساند که مردم بر اساس آن زندگی می‌کنند.
گمپلوویچ شاگرد دیگری بنام مانوئل گونزالس پرادا داشت. پرادا در پرو زندگی می کرد و نظریات گمپلوویچ در مورد منازعات قومی را نه تنها برای درک تسلط اسپانیایی بر مردمان کچوا در سده شانزدهم مفید دانست، بلکه همچنین برای درک این مفید بود که چگونه نوادگان اسپانیایی (و سایر مهاجران اروپایی) همچنان مردمان بومی را تحت فرمان خود قرار دادند. در این زمینه برجسته‌ترین مقاله مانوئل گونزالس پرادا؛ "سرخپوستان ما" است که در "هوراس د لوچا" در 1924 گنجانده شده است.
مقاله‌نویس برزیلی اقلیدس دا کونا نیز در یادداشتی تأثیر عمیق مطالعه اولیه گمپلوویچ در مقاله سرتی‌ها (1902) را تایید می‌کند: تحلیلی عمیق از جنگ کانودوس 1895-1989 بین دولت جمهوری‌خواه برزیل و ساکنان کانودوس در مناطق خلوت باهیا.

### کار مرجع
گمپلوویچ در اثر منتشرشده‌ای با عنوان رئوس مطالب جامعه‌شناسی، (۱۸۹۹) به بررسی آثار اگوست کنت، هربرت اسپنسر، باستیان و لیپرت می‌پردازد. او همچنین روابط اقتصاد، سیاست، مطالعه تطبیقی حقوق، فلسفه تاریخ و تاریخ تمدن را با علم جامعه مرور می‌کند. برخی از آثار اصلی گمپلوویچ به زبان آلمانی نوشته شده است.
جامعه‌شناسانی تحت تأثیر او بودند: گوستاو راتزنهوفر، آلبیون وودبری اسمال، فرانتس اوپنهایمر. دانشمندان علوم اجتماعی، امیل دورکیم، لئون دوگویت،  هارولد جی. لسکی، و دیگران دیدگاه گمپلوویچ درباره احزاب سیاسی را به عنوان گروه‌های ذینفع تشریح کردند. همچنین تحت تأثیر ارازم ماژوسکی و میسیسلاو سرر بود. نظریه‌های او همچنین در میان اولین نظریه‌پردازان تضاد بسیار اثرگذار بود و الهام‌بخش کار نظری اولیه در مورد حکومت بر دولت‌های چند قومیتی بود.

## انتقاد
انتقادی که بر کار گمپلوویچ وجود دارد این است که او تفسیر نسبتاً محدودی از ماهیت پدیده‌های اجتماعی ارائه می‌دهد. وی تأکید زیادی بر گروه‌های اجتماعی و همچنین بررسی جامعه‌شناختی تضاد آنها به عنوان یک واحد داشت. با این کار، گمپلوویچ اهمیت فرد را به حداقل رساند و اجبار و قاطعیتی را که از سوی گروه مستثنی می‌شود را نسبت به فرد بزرگ کرد. این بیشتر از جامعه‌شناسان دیگری مانند دورکیم، سیگله، لبون یا تروتر بود.
نویسندگان منتقدی مانند جرزی ساکی بیان کرده‌اند: تأثیر گمپلوویچ بدون شک این واقعیت بود که کارهای علمی او در خارج از مراکز بزرگ فکری آن زمان انجام می‌شد. و همچنین این واقعیت که نظریه‌های جذاب تر او در مورد روش جامعه‌شناختی‌اش توسط نظریه‌پردازان دیگر توسعه یافته است: مانند جامعه‌شناسی توسط امیل دورکیم و نظریه تضاد توسط کارل مارکس.

## میراث
گمپلوویچ جامعه‌شناسی را علم جامعه و قوانین اجتماعی تعریف کرده‌است. او زندگی خود را وقف مطالعه روابط مشترک طبقات و گروه‌های اجتماعی کرد. وی جوینده حقیقت بود و در مسیر مطالعه رویدادهای اجتماعی از موانع بسیاری گذشت. او در ادامه این جمله مشهور را می‌نویسد: 
هیچ شیمی‌دانی نمی‌پرسد آیا اکسیژن در ترکیب شدن با هیدروژن به خوبی عمل می‌کند یا در مخلوط شدن با نقره زنده درست است. هیچ ستاره‌شناسی نمی‌پرسد آیا ماه در میان خورشید و زمین ظاهر می‌شود، شایسته ستایش یا سرزنش است؟ ولی هیچ مورخی یافت نشد که قضاوت در مورد عملکرد "درست" یا "نادرست" پادشاه X یا وزیر Y را غیر قابل توجیه بداند. که در تصور هر کنشی از ستایش یا سرزنش خودداری کنند.

## مرگ
در ۱۹ اوت ۱۹۰۹، لودویگ گمپلوویچ و همسرش فرانسیسکا، هر دو با سم خودکشی کردند. گمپلویچ در پایان سال ۱۹۰۷ به سرطان مبتلا شد و سلامتی او و همچنین سلامت فرانسیسکا رو به کاهش بود. در نامه‌ای نوشت:  هر دوی ما بیشتر به طرف مقابل فکر می کنیم(an's Jenseits denizen)، و زندگی برای ما بار سنگینی است. بدین ترتیب، هر دو به زندگی مشترک خود پایان دادند تا درد سرطان گمپلوویچ پایان یابد. مرگ گمپلوویچ برای جهان عمیقاً تکان دهنده بود. تأثیر او به عنوان یک متفکر، نویسنده، فیلسوف، حقوق دان، مورخ و جامعه‌شناس بزرگ، مسیر تاریخ جامعه‌شناسی را تغییر داده است. شاگردان گمپلوویچ اغلب از او به عنوان فرشته ای با روح بزرگ و متفکری باشکوه یاد می کردند. پس از درگذشت وی، به افتخار او، یک انجمن جامعه‌شناختی در شهر گراتس ایجاد شد. گمپلوویچ مورد توجه بسیاری از فیلسوفان و جامعه‌شناسان قرار گرفت و آنها بر قدردانی خود از سفر او در جستجوی حقیقت و ایده‌ها تأکید می کنند.

## مشهورترین نشریات
- رئوس مطالب جامعه‌شناسی، (۱۸۹۹) ترجمه فردریک دبلیو مور. ۱۹۷۵، آرنو چاپ.
- مبارزه نژادی، (۱۸۸۳)
- نظام جامعه‌شناسی (۱۸۸۷) - لهستانی
- نژاد و دولت، (۱۸۷۵)